# Флоровський Георгій Васильович
Флоровський Георгій Васильович (рос. Гео́ргий Васи́льевич Флоро́вский, 1893–1979) — український релігійний мислитель, богослов, історик; протоієрей. Діяч екуменічного руху і один із засновників Всесвітньої ради церков.

## Життєпис
Народився в Єлисаветграді (нині — м. Кропивницький), у родині православного священника; брат Флоровського Антонія Васильовича. З 1894 мешкав у Одесі, бо його батько отримав місце настоятеля кафедрального собору і ректора Одеської семінарії.
1916 закінчив історико-філологічний факультет Імператорського Новоросійського університету (сьогодні – Одеський національний університет імені І. І. Мечникова), де вивчав також історію філософії та природознавство. 1919 — приват-доцент кафедри філософії й психології Новоросійського університету (1920 був затверджений там у званні приват-доцента).
У 1920 р. емігрував, спочатку до Болгарії, а потім — у Чехословаччину. У Празі Флоровський знаходився у «Братство святої Софії». З 1922 р. викладав на Російському юридичному факультеті Карлова університету (Прага) та у Вищому комерційному інституті (м. Прага), де читав курс історії російської літератури. 1923 захистив магістерську дисертацію на тему «Історична філософія Герцена». 1921 р. стає одним із засновників євразійського руху, бере участь ще у двох євразійських збірниках. 1923 р. бере участь у роботі І-го з'їзду Російського студентського християнського руху (РСХД).
1926 р. переїжджає до м. Парижу, прийнявши запрошення на кафедру патрології Свято-Сергієвського православного богословського інституту, професор інституту 1926—1939 рр. та 1947—1948 рр.. Мав популярність як патролог, не маючи при цьому спеціальної богословської освіти. 1931 р. висвячений у сан диякона, у 1932 р. — у сан пресвітера, патріаршим екзархом Західної Європи Вселенського Патріархату митрополитом Євлогієм (Георгіївським). Парафіяльний священник у м. Стамбулі. Доктор богослов'я «honoris causa» університету святого Андрія м. Единбурга від 1937 року. У 1939—1944 рр. мешкав у Югославії, 1944 р. — у Празі, з 1945 — у Парижі, де викладав моральне богослов'я.
У 1948 р. переїхав до США у м. Нью-Йорк, де став професором догматичного богослов'я, патрології й пастирського богослов'я, а потім і деканом Свято-Володимирівської Духовної семінарії. 1954–1965 був професором історії православної церкви в Гарвардській духовній школі, викладав на слов'янській кафедрі в Богословській школі святого Хреста. Став членом виконавчого комітету Всесвітньої ради церков. У 1956—1964 рр. — професор церковної історії в Гарвардському університеті. У 1954 р. обраний президентом Національної ради церков у США.
1964 р. вийшов на пенсію й переїхав у Принстон, де працював запрошеним професором на кафедрі славістики й богослов'я.
Помер у Принстоні. Для Г. Флоровського притаманний був консервативний підхід до богослов'я та психологічний метод критики російської культури. Його праця «Пути русского богословия» визнана як основний бібліографічний довідник з історії духовної культури Росії.

## Праці
- (рос.)Достоевский и Европа. — София, 1922;
- (рос.)Восточные Отцы IV столетия. — Париж, 1931;
- (рос.)К истории Эфесского собора.// Путь. — 1932. — № 33. — С.67-72;
- (рос.)Византийские Отцы V—VIII вв.— Париж, 1933;
- (рос.)Пути русского богословия. — Париж, 1937;
- (рос.)Отцы первых столетий. — Кировоград, 1993,
- (рос.)Из прошлого русской мысли. М., 1998.